# Centaure et Bacchante
Vous lisez un « bon article » labellisé en 2025.
Centaure et Bacchante, parfois appelé Centaure enlevant une nymphe, est un groupe statuaire situé à Caen, dans le département du Calvados, en France. Réalisé en bronze par Arthur Le Duc pour le Salon de 1879, il est installé en 1880 dans la cour du musée des Beaux-Arts de Caen (ancien séminaire des Eudistes). Mutilé par les bombardements de 1944, il est un temps mis en dépôt avant d'être installé à son emplacement actuel dans les jardins du Mémorial de Caen en 1990.

## Localisation
L'œuvre est installée en 1880 dans la cour du musée des Beaux-Arts de Caen (ancien séminaire des Eudistes). Endommagée en 1944, elle est mise en dépôt. En 1990, elle est installée à côté du Mémorial de Caen.

## Histoire

### Création et exposition de l'œuvre (1878–1944)

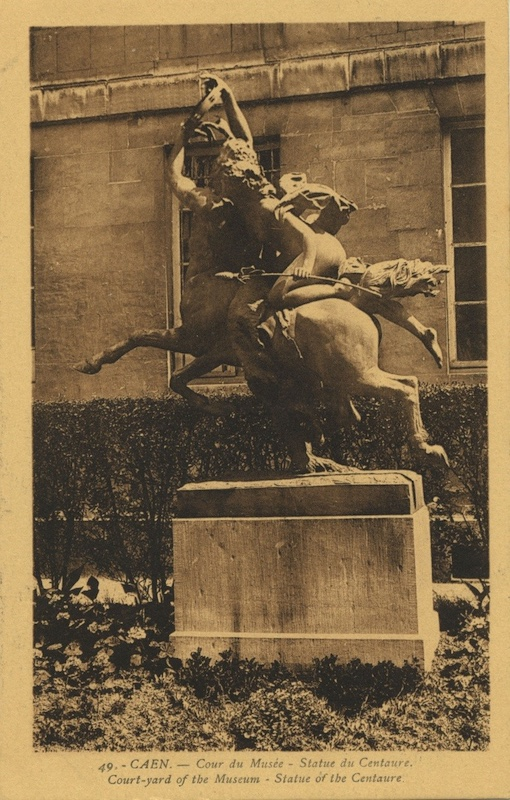
Le groupe dans la cour du musée des Beaux-Arts.

Arthur Le Duc présente au Salon de 1878, un plâtre intitulé Centaure et Bacchante, pour lequel il obtient une médaille honorable,. Le bronze définitif homonyme est exposé au Salon de 1879, où il reçoit une médaille de troisième classe. Il est fondu par A. Rolland.
L’œuvre est acquise par l'État français, avec la participation de la ville de Caen,. Elle est envoyée dans cette ville où elle est installée le 10 mars 1880 dans la cour de l'ancien séminaire des Eudistes qui abrite, entre autres, le musée des Beaux-Arts de Caen. Le groupe est placé à côté de l'entrée, au milieu de la cour, à gauche en entrant par la place de la République (côté sud),. L’œuvre vient remplacer l’un des deux groupes d'Auguste Lechesne, Combat et Frayeur et Victoire et Reconnaissance, réalisés en ciment de Dreux et détruits par les intempéries.
Lors de l'Occupation, les forces allemandes exigent en juillet 1941 la mobilisation des métaux non ferreux. La loi du 11 octobre 1941 relative à l'enlèvement des statues et monuments métalliques en vue de la refonte prévoit que « sera procédé à l'enlèvement des statues et monuments en alliage cuivreux sis dans les lieux publics et dans les lieux administratifs, qui ne présentent pas un intérêt artistique ou historique »,. Dans un premier temps, l’œuvre est conservée du fait de son intérêt artistique. Mais en janvier 1943, le ministère de l’Éducation nationale prescrit l'enlèvement du groupe Centaure et Bacchante. Dans un rapport du 4 juillet 1943, Michel Cacaud, préfet du Calvados, déclare : 

« [L]e groupe Centaure et Bacchante ne décore pas une place ou rue de Caen, ce n'est pas un monument public, mais l'une des œuvres exposées au musée municipal des Beaux-arts (catalogue sculptures no 16). Il appartient aux collections privées de la ville de Caen et de ce fait devrait être exclu de la récupération. Il s'agit d'ailleurs d'une œuvre d'art de valeur, d'une excellente facture, l'une des meilleures œuvres de l'animalier normand LE DUC. La municipalité de Caen et l'opinion réclament instamment sa conservation. »

Parallèlement, la municipalité intervient auprès de Louis Hautecœur, secrétaire général des Beaux-Arts et ancien professeur à l'université de Caen. Mais celui-ci refuse de revenir sur la décision. Le préfet réitère son argument selon lequel l'œuvre appartient aux collections du musée, que « [s]es dimensions encombrantes seules l'avaient fait placer dans l'accès du musée » et qu'à ce titre, elle n'est pas visée par la loi du 11 octobre 1941. Finalement, le délégué général à la mobilisation des métaux non ferreux donne son accord au maintien de l’œuvre.

### Depuis 1944
Pendant la bataille de Caen en 1944, l'ancien séminaire des Eudistes, bombardé plusieurs fois, est totalement détruit. Le groupe statuaire, endommagé,, est alors retiré, puis déposé dans une cour de la rue de Geôle (probablement la cour de la maison des Quatrans).
En 1990, le groupe est placé dans le jardin aménagé autour du Mémorial de Caen qui vient d'être construit. En 2007, la propriété du groupe statuaire est officiellement transférée de l'État, qui l'avait acheté, à la ville de Caen.
Dans le cadre du premier budget participatif de la ville de Caen lancé fin 2021, un habitant demande la réinstallation en centre-ville de plusieurs statues déplacées après la Seconde Guerre mondiale (monument à Demolombe, Les Dénicheurs, le Centaure et Bacchante). Si le monument à Demolombe est bien réinstallé en mars 2024 sur la place de la République, le Centaure et Bacchante reste à côté du Mémorial,. Un retour du groupe statuaire est également envisagé lors des réunions publiques organisées d'avril à juin 2025 dans le cadre du projet de réaménagement en jardin public de l'ancien site du séminaire des Eudistes,.

Contexte autour de la statue dans les jardins du Mémorial
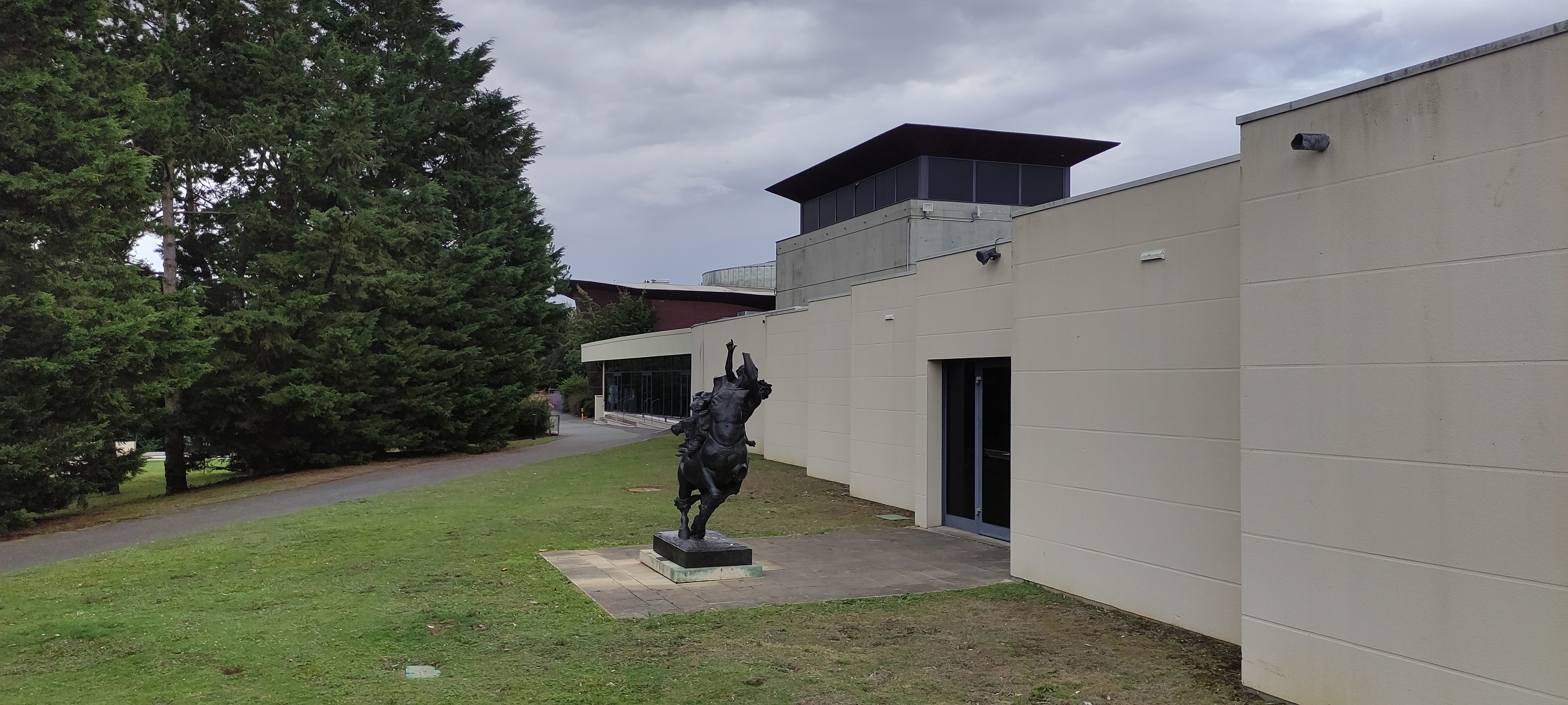
Vue de l'est vers l'ouest.
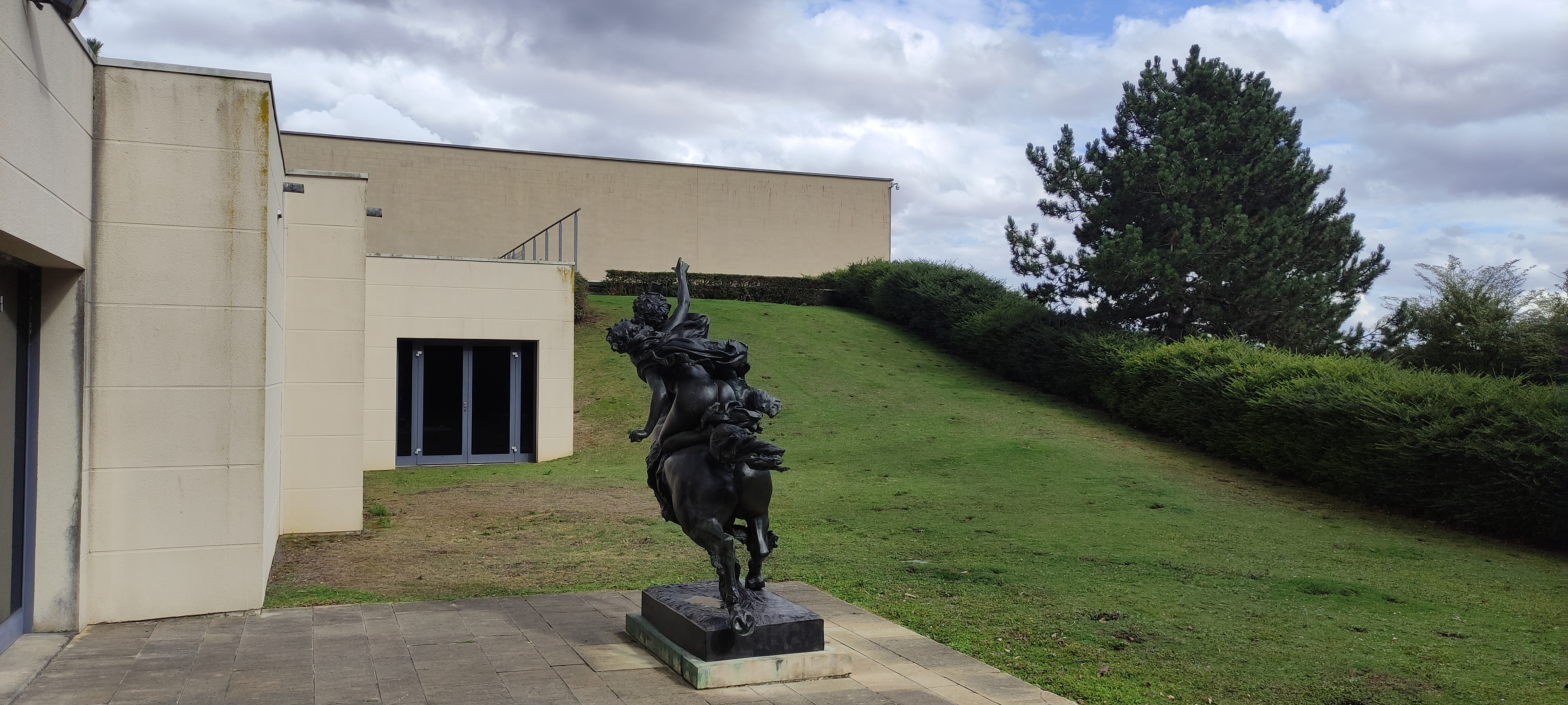
Vue de l'ouest vers l'est.
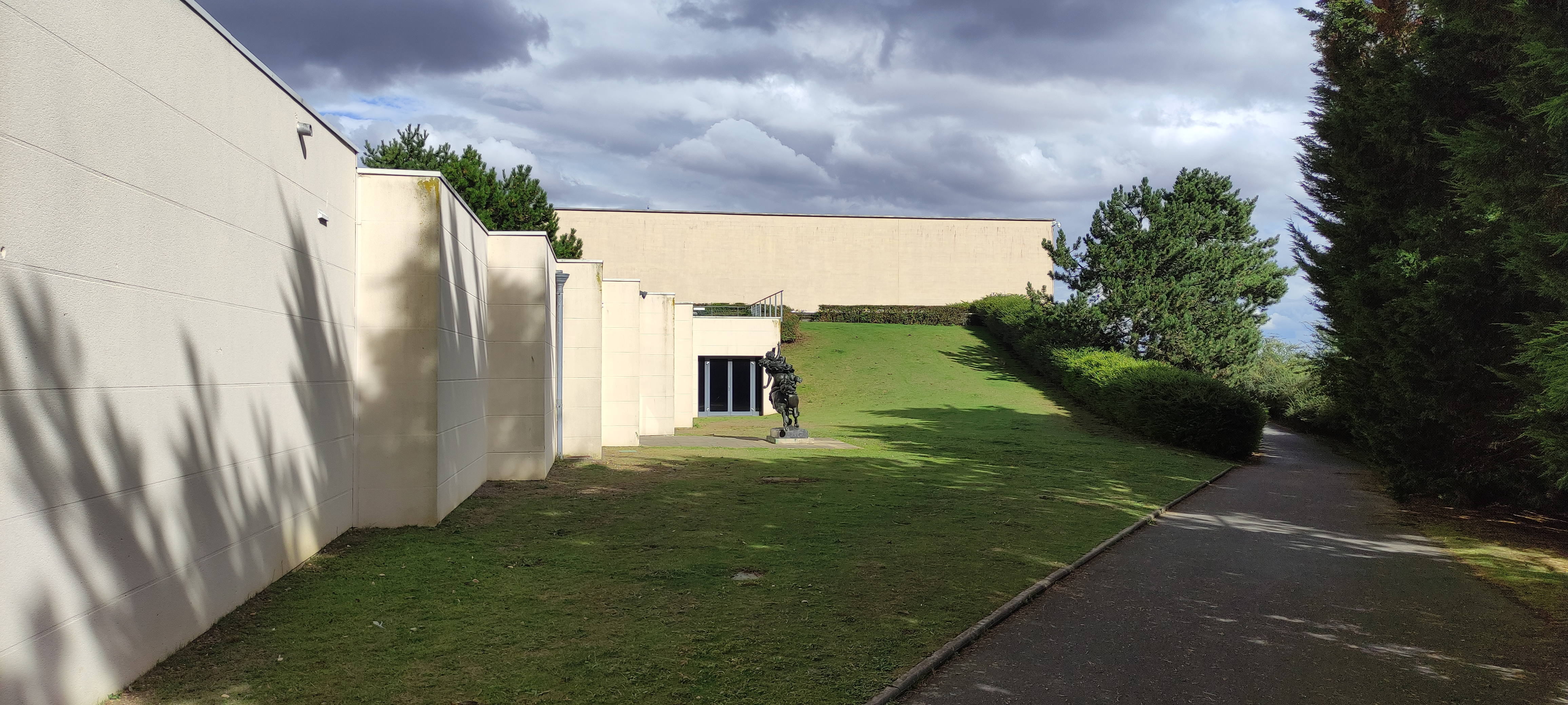
Vue éloignée de l'ouest vers l'est.
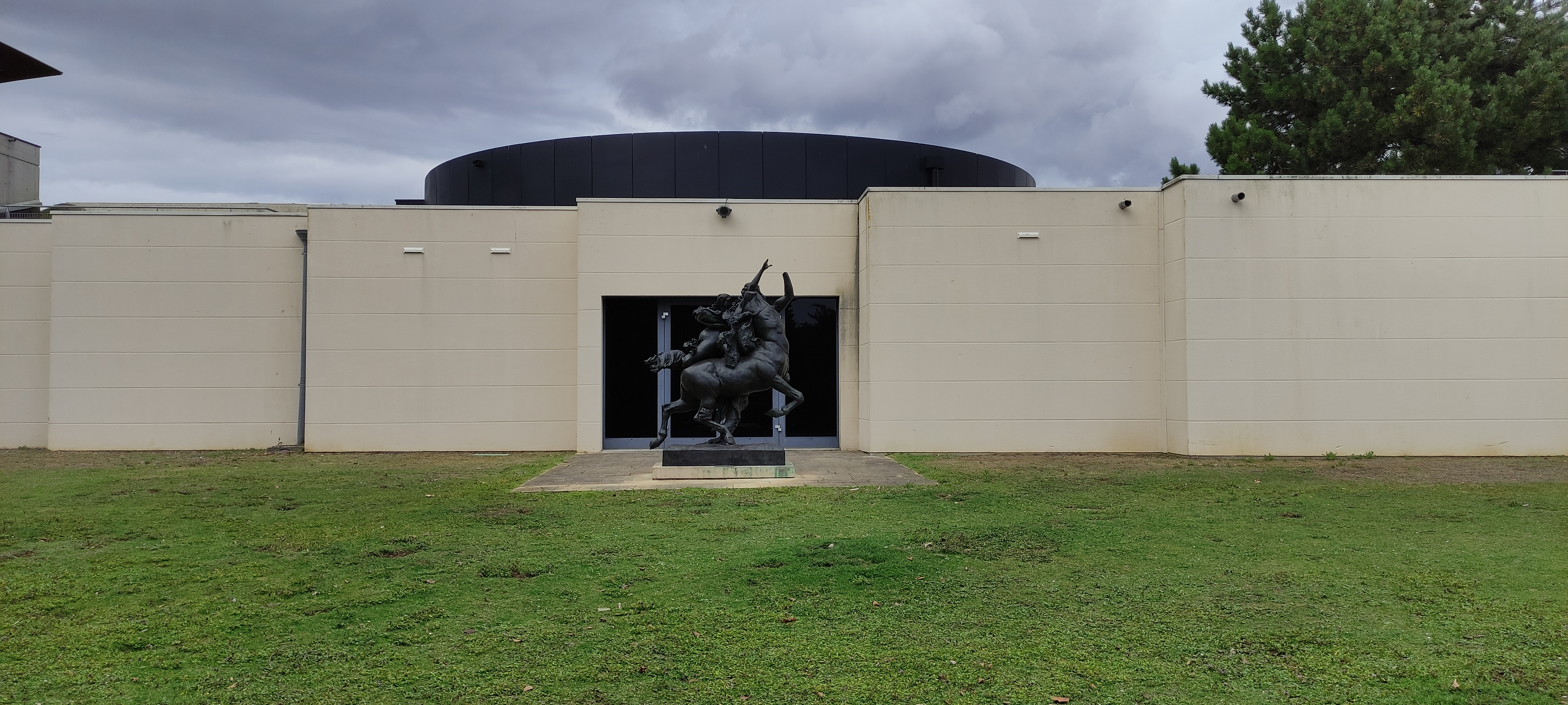
Vue du sud vers le nord.

## Description
L'œuvre est mutilée par les bombardements de 1944, mais des photographies d'avant-guerre, ainsi que des reproductions,, permettent de connaître l’œuvre complète. L'ensemble, réalisé en bronze, représente un centaure, lancé au galop, en suspension dans les airs, les pattes avant et sa patte arrière gauche projetées de chaque côté de son corps. Il emporte une bacchante, qui vient de poser sa cuisse avec légèreté sur sa croupe et tend son bras pour récupérer un tambourin avec des cymbalettes que le centaure tient dans sa main gauche. La main de celui-ci est suspendue dans l'air « dans un mouvement gracieux de danseur ». Les mains des deux créatures s'effleurent à peine. L'ensemble « forme une diagonale […] s'apparent[ant] à une chorégraphie ».
La chevelure de la bacchante est ornée de pampre et de raisin. Elle porte une légère tunique dotée d'un drapé s'envolant en arrière. Elle tient dans la main gauche un thyrse,, symbole de prospérité, de fertilité et d'hédonisme. Le centaure porte sur le dos une peau de bête tombant au sol. Ces différents éléments (tambourin, peau de bête, pampre, thyrse) rappellent l'univers des thiases dionysiaques. Il est possible que cette figure féminine soit le portrait d'une personne proche d'Arthur le Duc (amie, amante ou élève).
L'œuvre complète mesure 2,52 mètres de haut, 1,31 mètre de long, et 0,70 mètre de large. Dans la cour du musée, le groupe reposait sur un piédestal avant d'être placé sur une simple dalle.

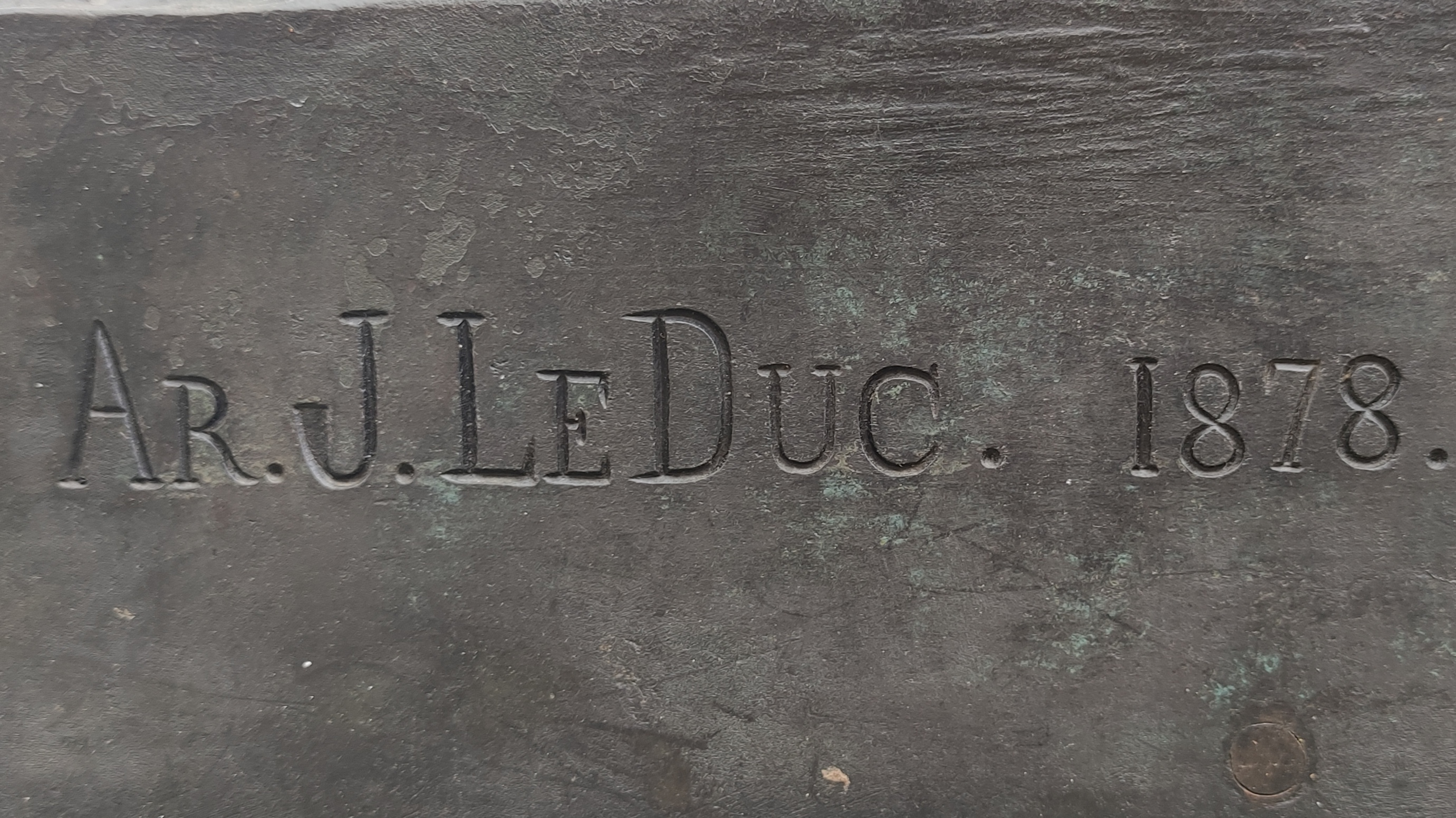
Signature de l'artiste, Arthur Le Duc.
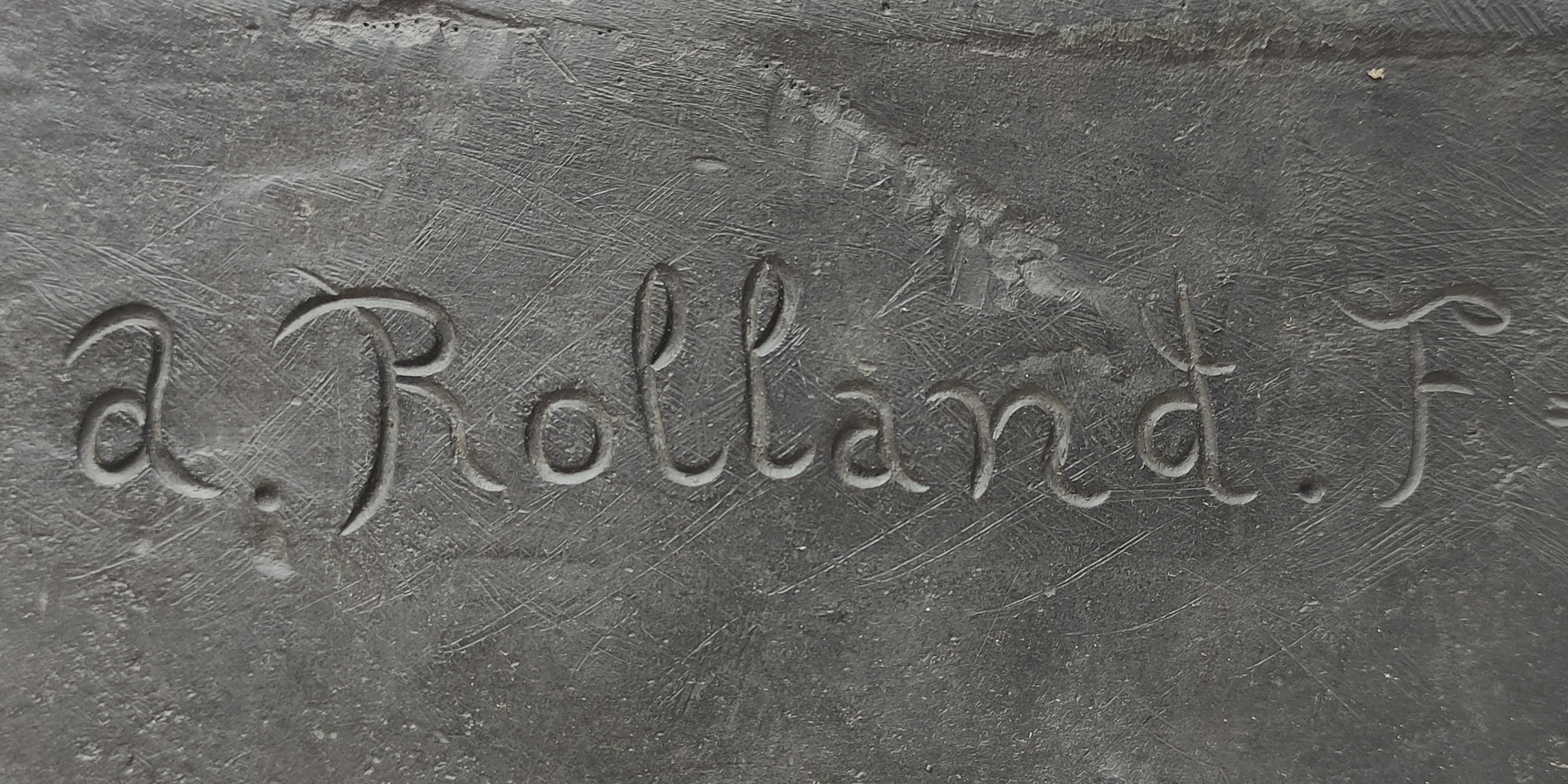
Signature du fondeur, A. Rolland.
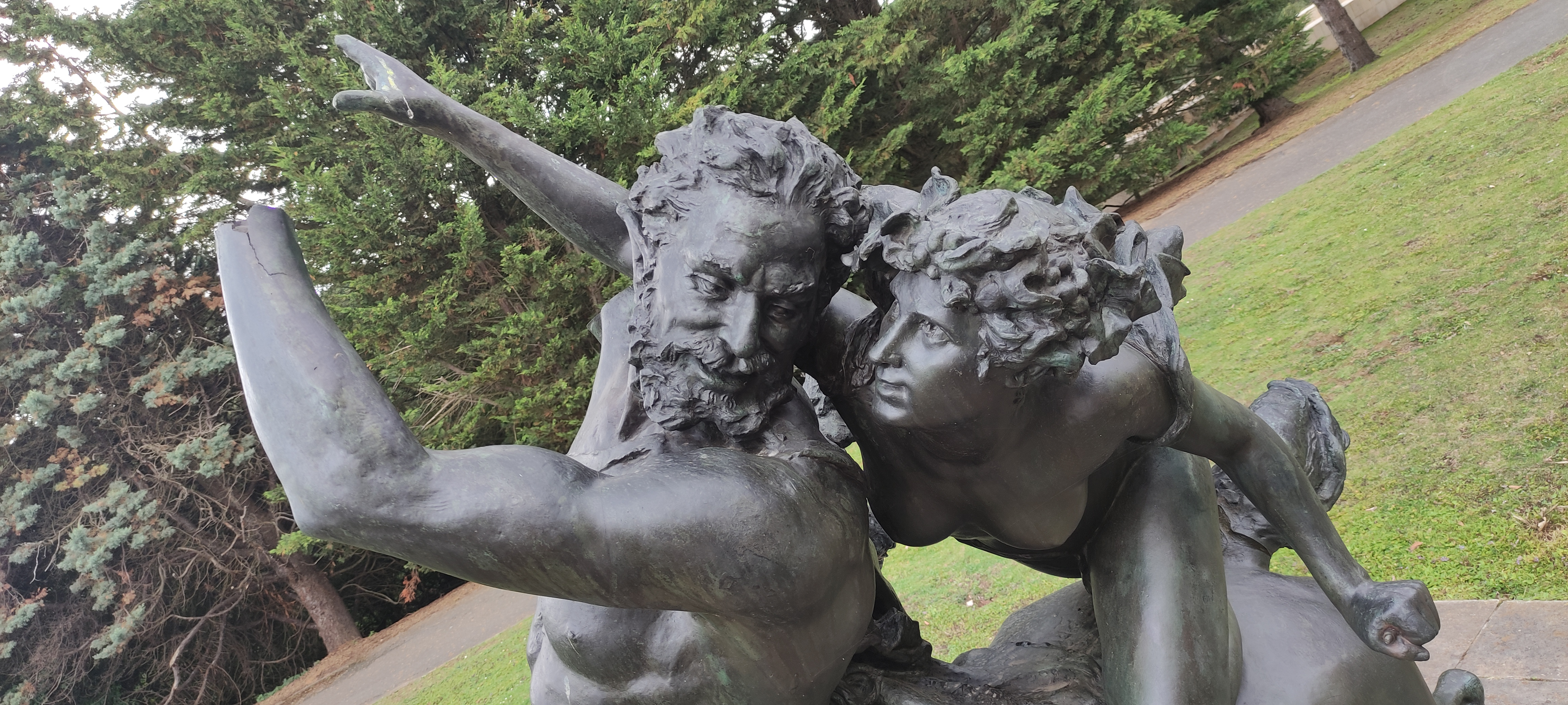
Détail des visages du centaure et de la bacchante.
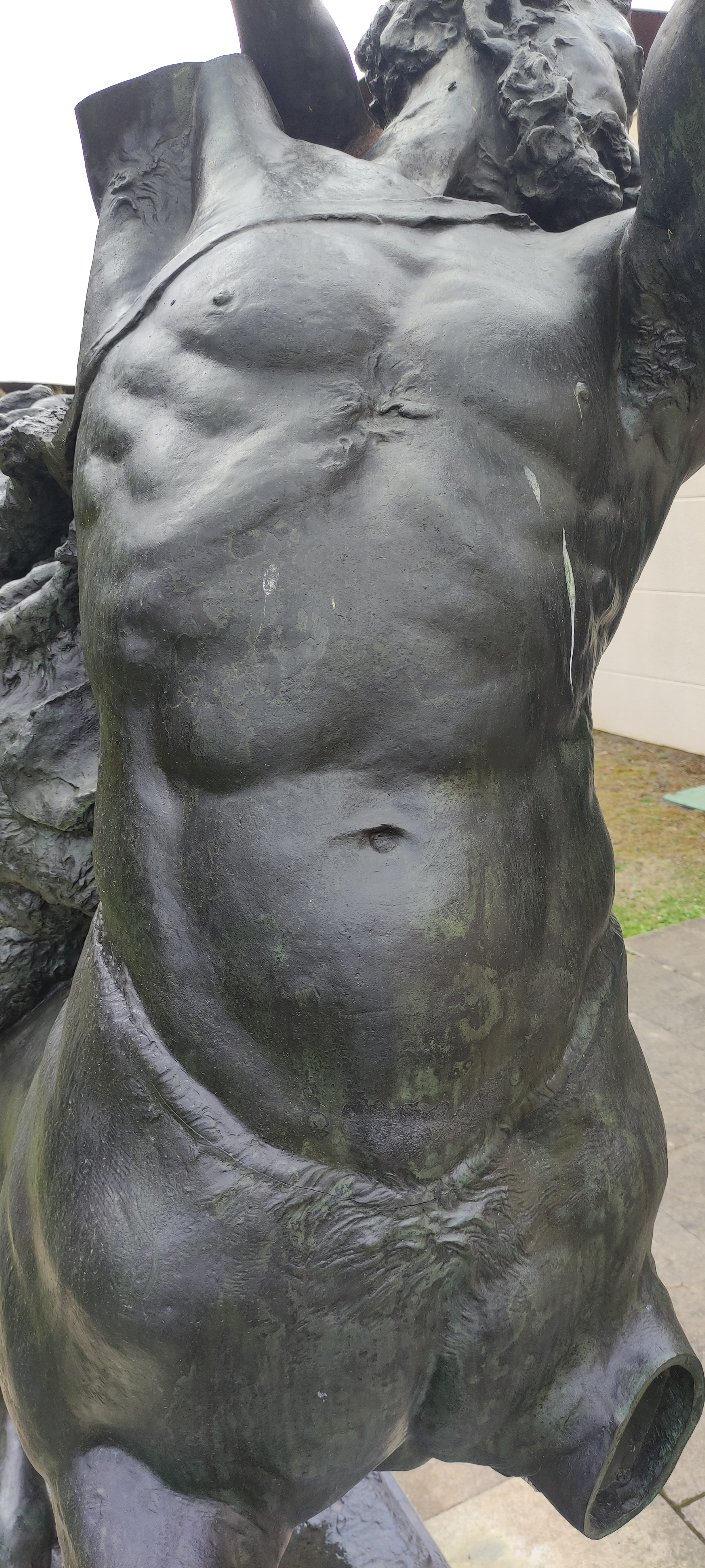
Détail du torse du centaure.
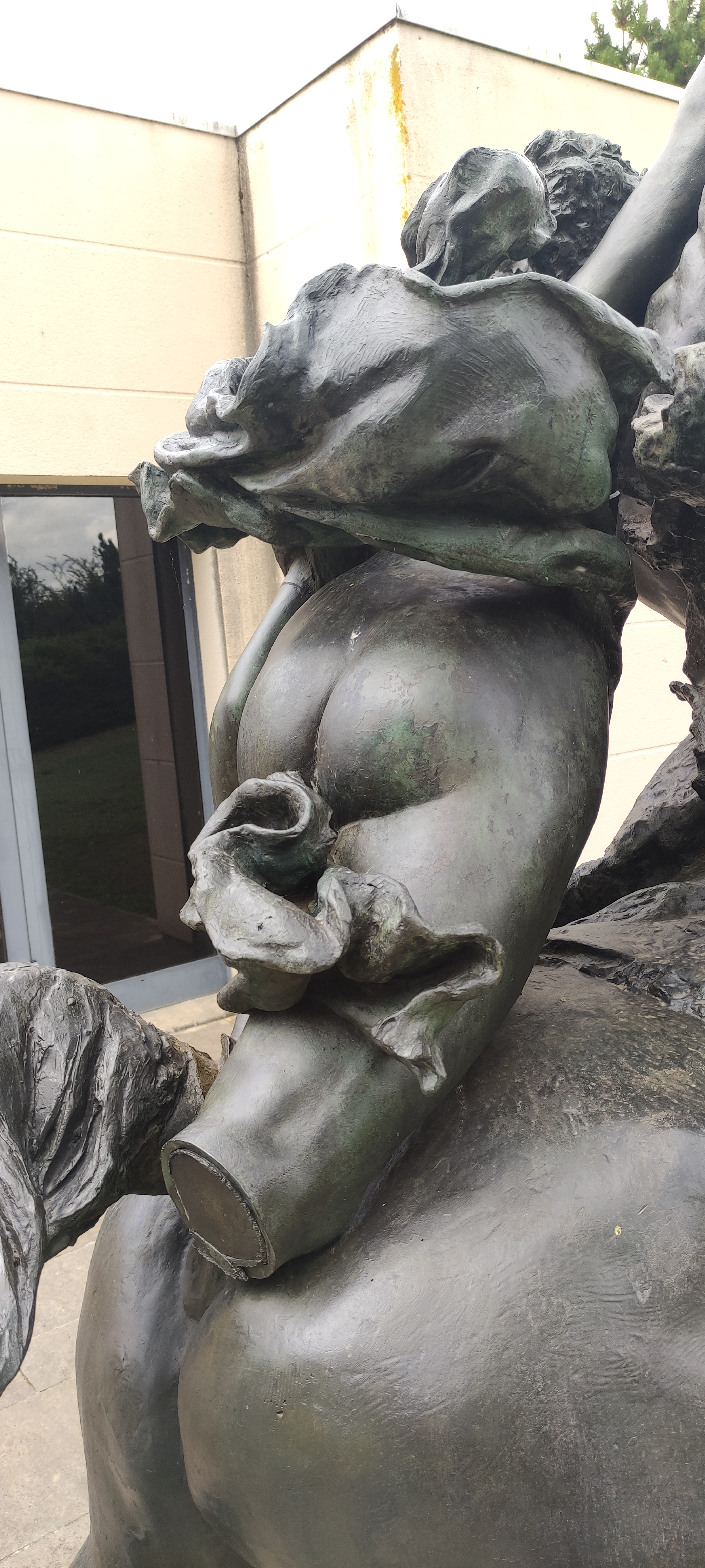
Détail du dos de la bacchante.

### Dommages de guerre
En 1944, la statue du centaure a perdu son bras droit, sa main gauche et sa patte avant gauche. La nymphe a perdu sa jambe droite au-dessous du genou. Il lui manque également quelques doigts de la main droite. Le thyrse de la bacchante a également disparu en 1944. Le tambourin dans la main du centaure a en revanche déjà disparu sur une photo datant de 1938.

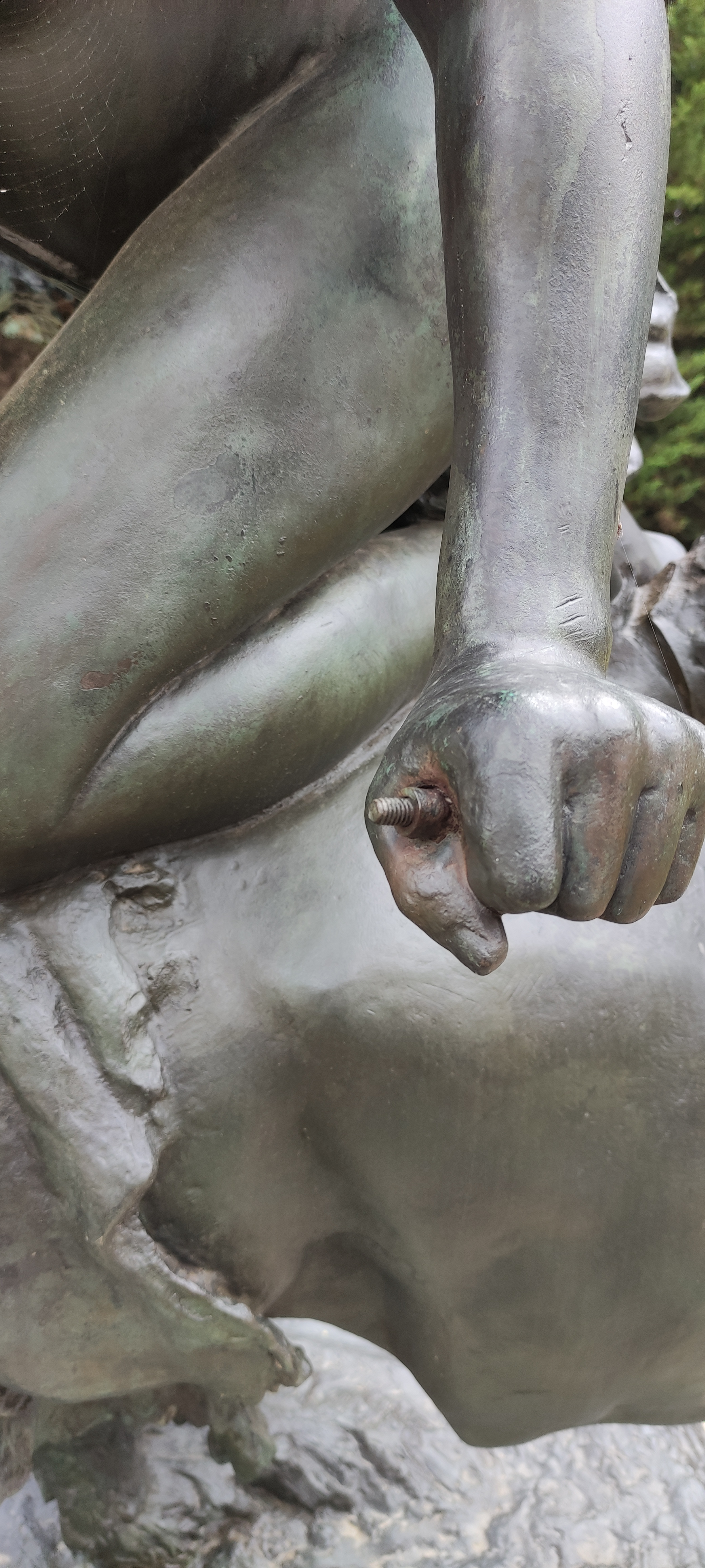
Détail de la main de la bacchante tenant le thyrse disparu.
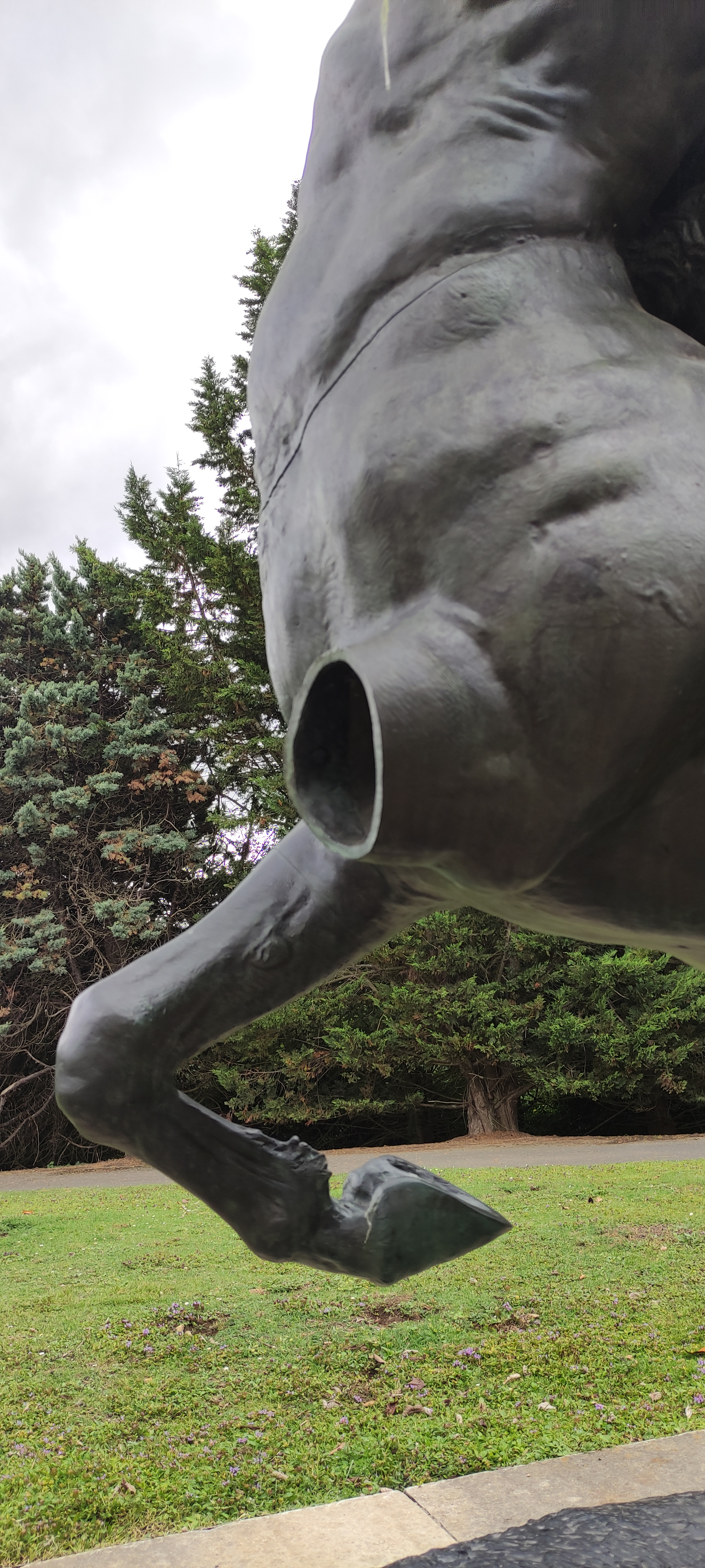
Détail de la patte manquante du centaure.

### Interprétation de l'œuvre
L'ensemble témoigne « d'une grâce et d'un dynamisme éloquents ». Arthur Le Duc s'inspire du mythe ovidien de l'enlèvement de Déjanire par le centaure Nessos. Le sculpteur s’applique à exposer l'instinct animal du centaure. Le centaure, barbu, déploie un large sourire et lance une œillade « lubrique », alors que le visage délicat de la nymphe, dont la bouche est entrouverte, semble légèrement anxieux. Mais l'artiste change ici profondément le sens du mythe, car il met l'accent sur la volupté et la sensualité de ce qui apparaît comme « une envolée amoureuse et romantique ». Il insiste ainsi davantage sur le charme et le dynamisme de la scène (mains qui s'effleurent, corps élancé du centaure au galop, drapé de la tunique de la bacchante), l'ensemble formant « une composition aérienne et virevoltante ».

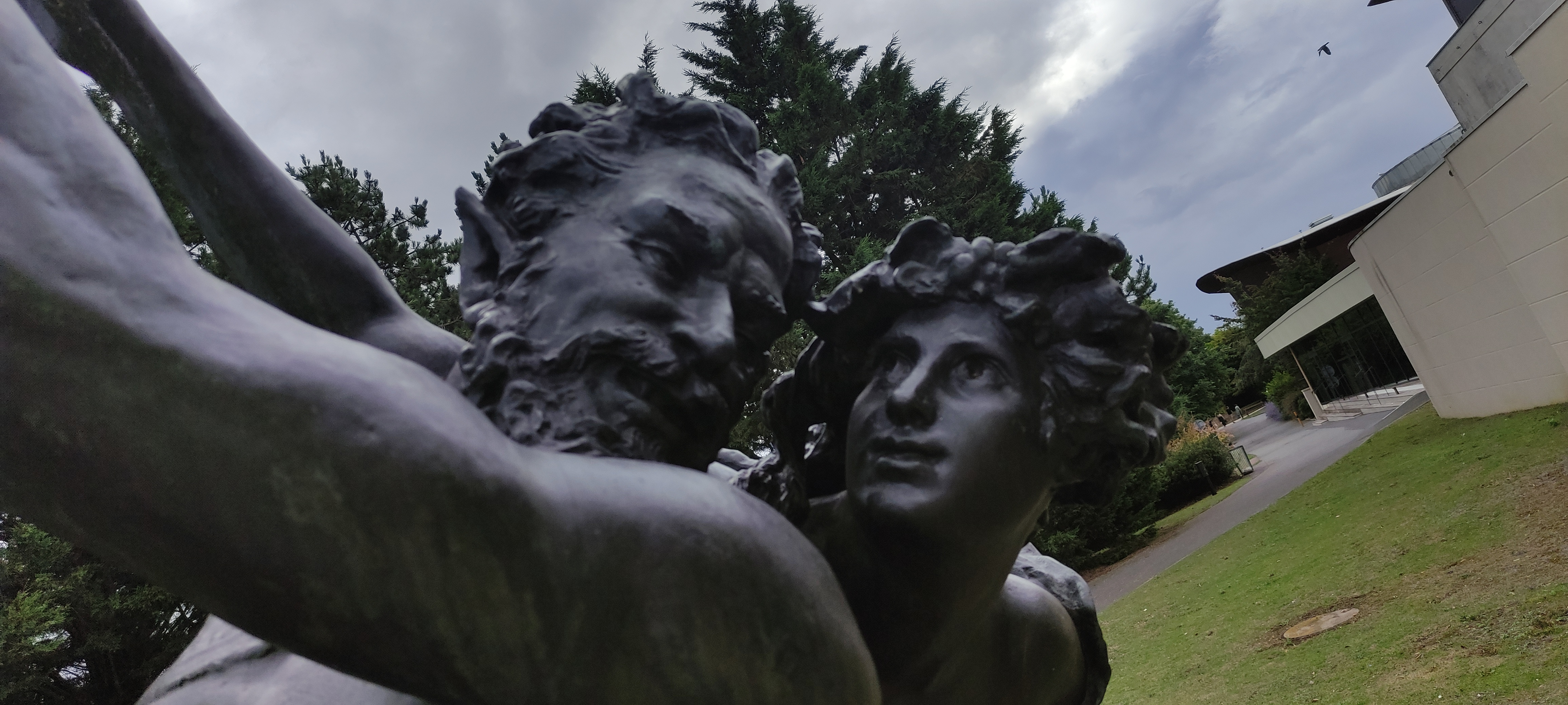
Regards entre le centaure et de la bacchante.
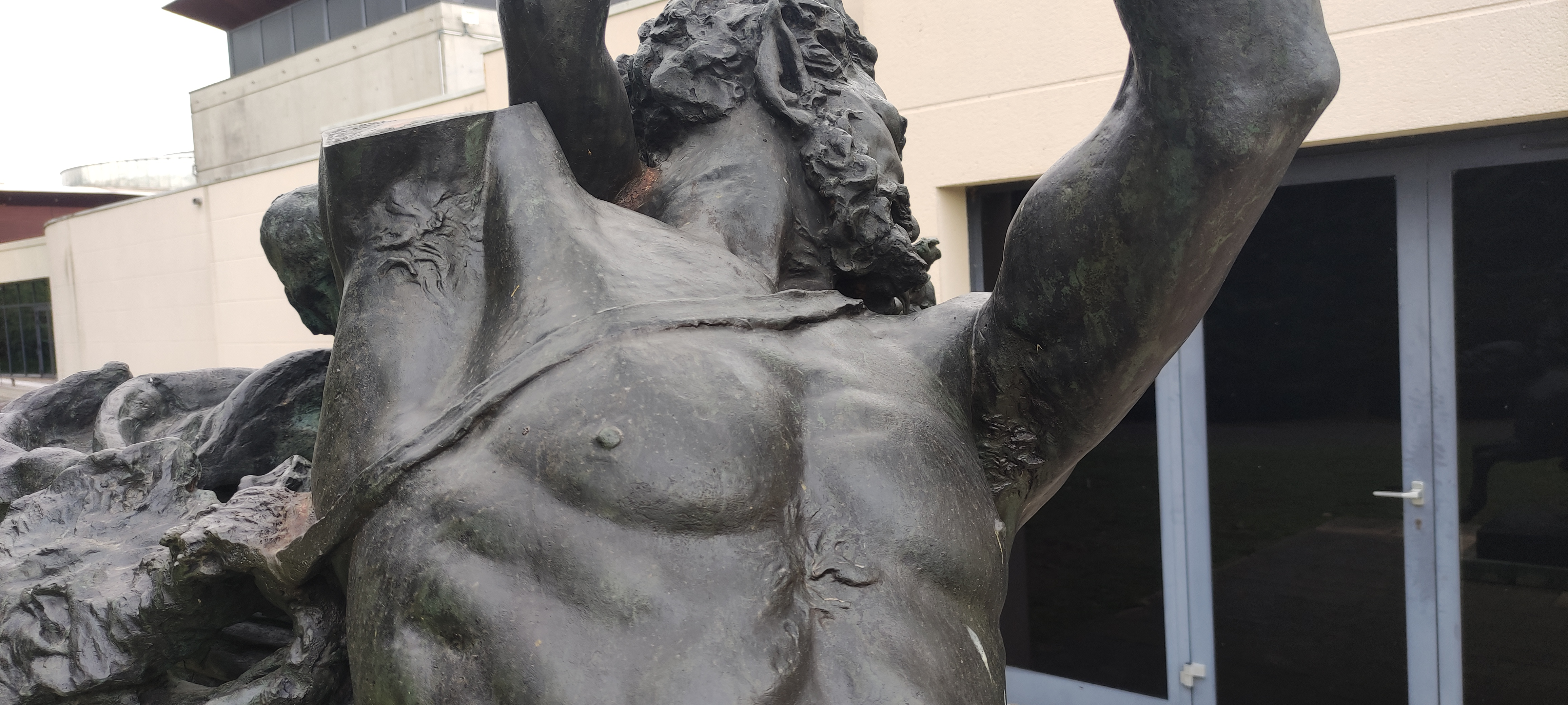
Pilosité du centaure.

La position de la partie animale du centaure évoque directement l'allure d'un cheval. S'exprime ainsi le talent de sculpteur animalier d'Arthur Le Duc, hérité de son professeur Antoine-Louis Barye dont il a suivi les cours d'anatomie animale au Muséum national d'histoire naturelle.

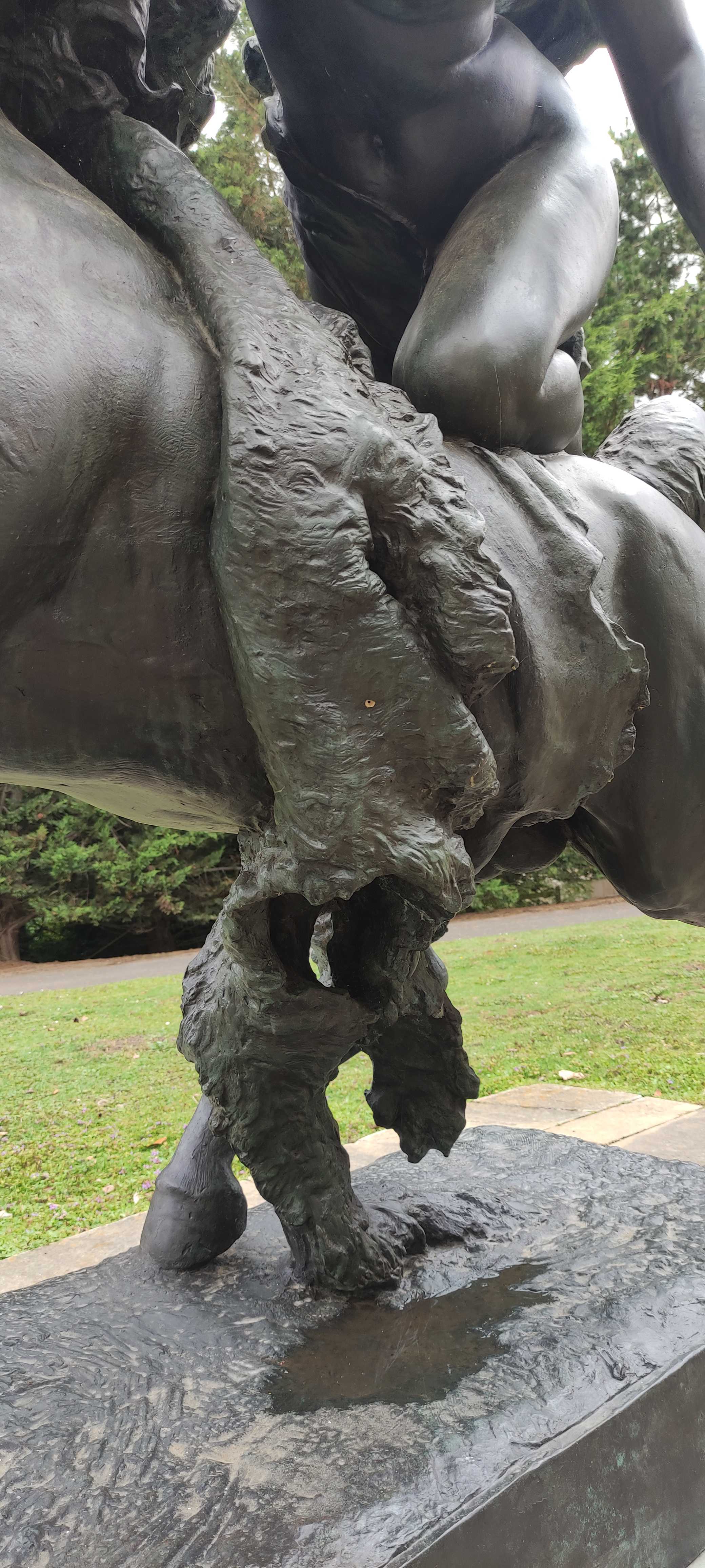
Peau de bête du centaure.
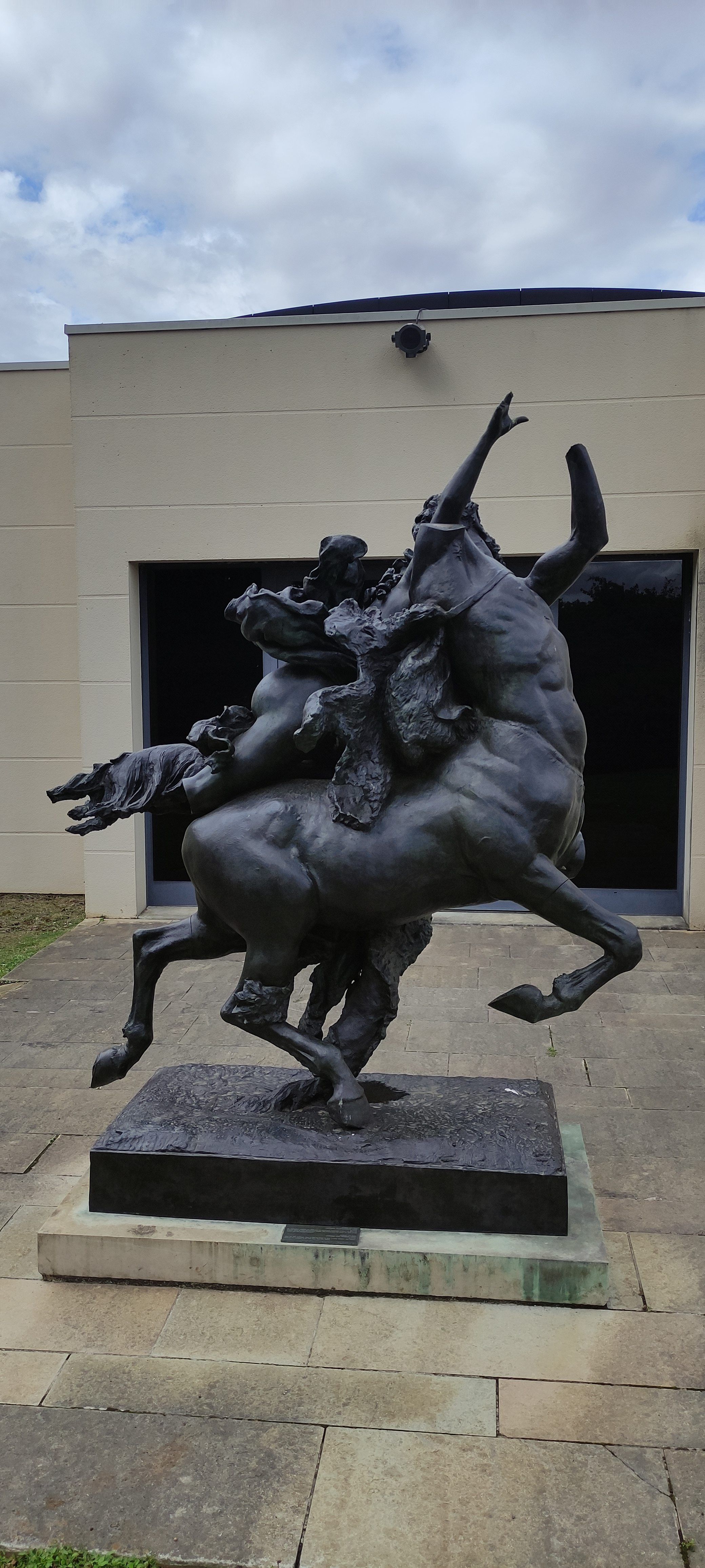
Mouvement du centaure emportant la bacchante.
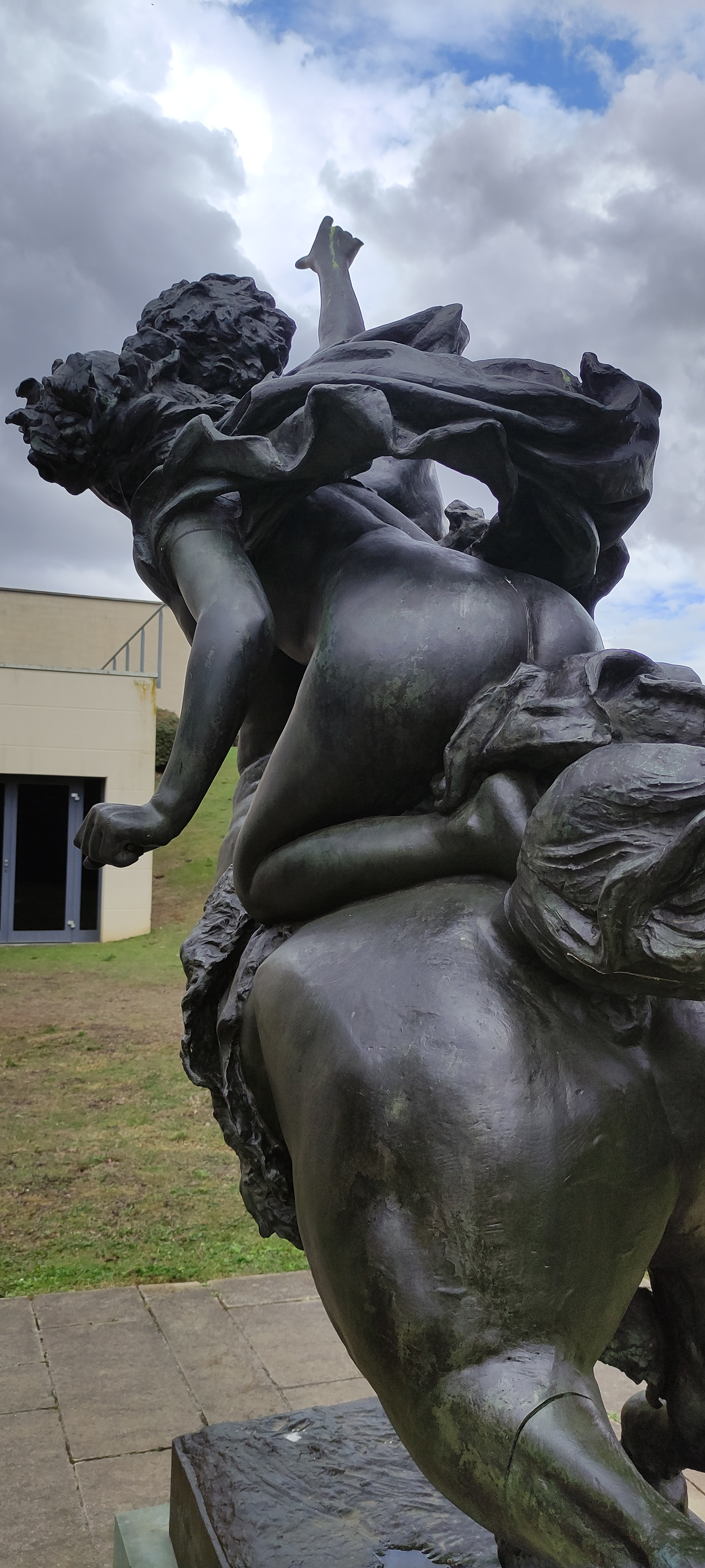
Mouvement vu de dos.

## Reproductions
- Moulage en plâtre, exposé au musée de Torigny[29], détruit en 1944[2].
- Modèles réduits en bronze :
  - exposé au musée Arthur-Le-Duc à Torigny-les-Villes[30] ;
  - exposé au musée des Beaux-Arts de Rouen[B 1] ;
  - conservé au musée d'Orsay[B 1],[31] ;
  - conservé au musée des Beaux-Arts de Caen[26].